# Zöld Tanszék Verseny
A  Zöld Tanszék Verseny a Budapesti Műszaki és Gazdaságtudományi Egyetemen tevékenykedő BME Egyetemi Zöld Kör által szervezett Zöld Tanszék Program részeként kerül rendszeresen megrendezésre. A kezdeményezés célja, hogy elősegítse az egyetem tanszékeinek környezettudatosabbá tételét, szemléletet formáljon, és közkinccsé tegye a már jól működő gyakorlatokat.

## Története
A 2010 márciusában hagyományteremtő céllal induló versenybe meghívásos alapon 12 tanszék nevezett be, a 'Legzöldebb Tanszék' címet a Polimertechnika Tanszék nyerte, a 'Legtöbbet Zöldült Tanszék' az Pszichológia és Ergonómia Tanszék lett, 'Zöld Tanszék' minősítést pedig 3 tanszék nyert el.
A 2011 őszén induló versenyen már minden szervezeti egység korlátozások nélkül indulhatott, és a 17 nevezőből 6 kapott 'Zöld Tanszék' minősítést. A 'Legzöldebb Tanszék' az Elektronikus Eszközök Tanszéke, míg a 'Legtöbbet Zöldült Tanszék' az Áramlástan Tanszék lett.
A 2012 tavaszán induló versenyen már a hallgatói képviseletek is részt vettek a versenyben. Összesen hat tanszék szerzett 'Zöld Tanszék' minősítést, a 'Legzöldebb Tanszék' az előző évhez hasonlóan az Elektronikus Eszközök Tanszéke, a 'Legtöbbet Zöldült Tanszék' pedig az Alkalmazott Biotechnológia és Élelmiszertudományi Tanszék lett.
A 2013 tavaszán induló versenyben kiemelkedően sok - összesen 26 - szervezeti egység vett részt, mely több mint 1000 egyetemi dolgozó közreműködését jelenti. 2013 Legzöldebb Tanszéke a négy tanegységgel induló Alkalmazott Pedagógia és Pszichológia Intézet lett, míg sokéves teljesítményével az Elektronikus Eszközök Tanszéke kiérdemelte az Örökzöld Tanszék címet. Pontszámainak alapján a nevezők összességében 38,61%-os javulást értek el a kezdeti audithoz képest, ezen belül a legtöbbet a Mechatronika, Optika és Gépészeti Informatika Tanszék és a VBK HK zöldültek.

## A verseny menete
A verseny kezdetén a tanszéki kapcsolattartó és a BME Egyetemi Zöld Kör képzett auditorai az értékelő táblázatban található kérdések megválaszolása során közösen felmérik a tanszék környezettudatosságának jelenlegi szintjét, megkeresik azokat a területeket, ahol a verseny során fejlesztéseket célszerű véghezvinni.
A tanszékek a verseny következő fázisában lehetőséget kapnak a változtatásokra, ezt a folyamatot elősegíti a rendszeres kapcsolattartás heti hírlevéllel, vagy igény esetén személyes konzultációkkal, látogatásokkal jó gyakorlatok helyszínére.
A verseny utolsó hetében a részt vevő tanszékek egy részletes auditáláson esnek át, melynek kiértékelésével a verseny lezárul.